# 聖華金 (聖地亞哥省)
33°28′44″S 70°38′28″W / 33.47889°S 70.64111°W

聖華金（西班牙語：San Joaquín），是智利的城鎮，位於該國中部聖地亞哥首都大區的聖地亞哥省，始建於1981年，面積9.7平方公里，2002年人口97,625人，人口密度每平方公里10,000人。